# سعید رضا عاملي

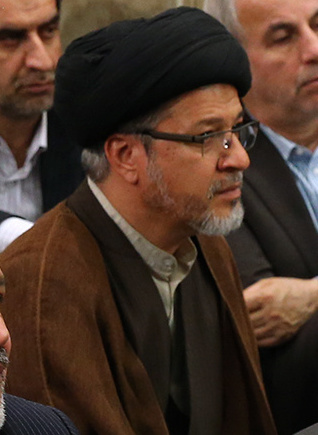
السيد سعيد رضا عاملي في لقاء آية الله السيد علي خامنئي مع مسؤولي الحكومة الإيرانية

سعيد رضا عاملي (باللغة الفارسية سعیدرضا عاملی ، مواليد 1961 في كرج ، إيران ) هو أستاذ الاتصالات في جامعة طهران . وهو حاليًا عضو في قسم الاتصالات ومدير كرسي اليونسكو للفضاء السيبراني والثقافة ،  ومركز أبحاث سياسات الفضاء الإلكتروني ،  كلية الدراسات العالمية في جامعة طهران. على مدار العقد الماضي، عمل الرجل في نصرة قضايا الأقليات المسلمة في الغرب، وحقوقهم في المملكة المتحدة ،   فرنسا  والولايات المتحدة. كما يعمل أيضًا كرئيس تحرير لمجلة دراسات الفضاء السيبراني .  وهو أيضًا أمين سر وعضو المجلس الأعلى للثورة الثقافية .  

## تعليم
- 1977 تخرج من مدرسة جون ف. كينيدي الثانوية - ساكرامنتو ، الولايات المتحدة
- 1977-78: بكالوريوس في الهندسة الميكانيكية من جامعة ساكرامنتو (غير مكتمل)
- 1980-92: دراسة اللاهوت في الدراسات الإسلامية بما في ذلك الأدب العربي وعلم الكلام والمنطق والفلسفة والفقه وأساس الفقه.
- 1988-92: بكالوريوس في العلوم الاجتماعية من جامعة طهران
- 1994-95: ماجستير في علم الاجتماع في ارتباطه بالاتصالات من كلية دبلن الجامعية ، وكان موضوع الأطروحة: العلاقة بين البرامج التلفزيونية والممارسات والقيم الدينية.
- 1996-01: دكتوراه في علم اجتماع في ارتباطه بالاتصالات من جامعة رويال هولواي بلندن ، وكان موضوع بحثه: تأثير العولمة على الهوية البريطانية المسلمة.